# William Packard

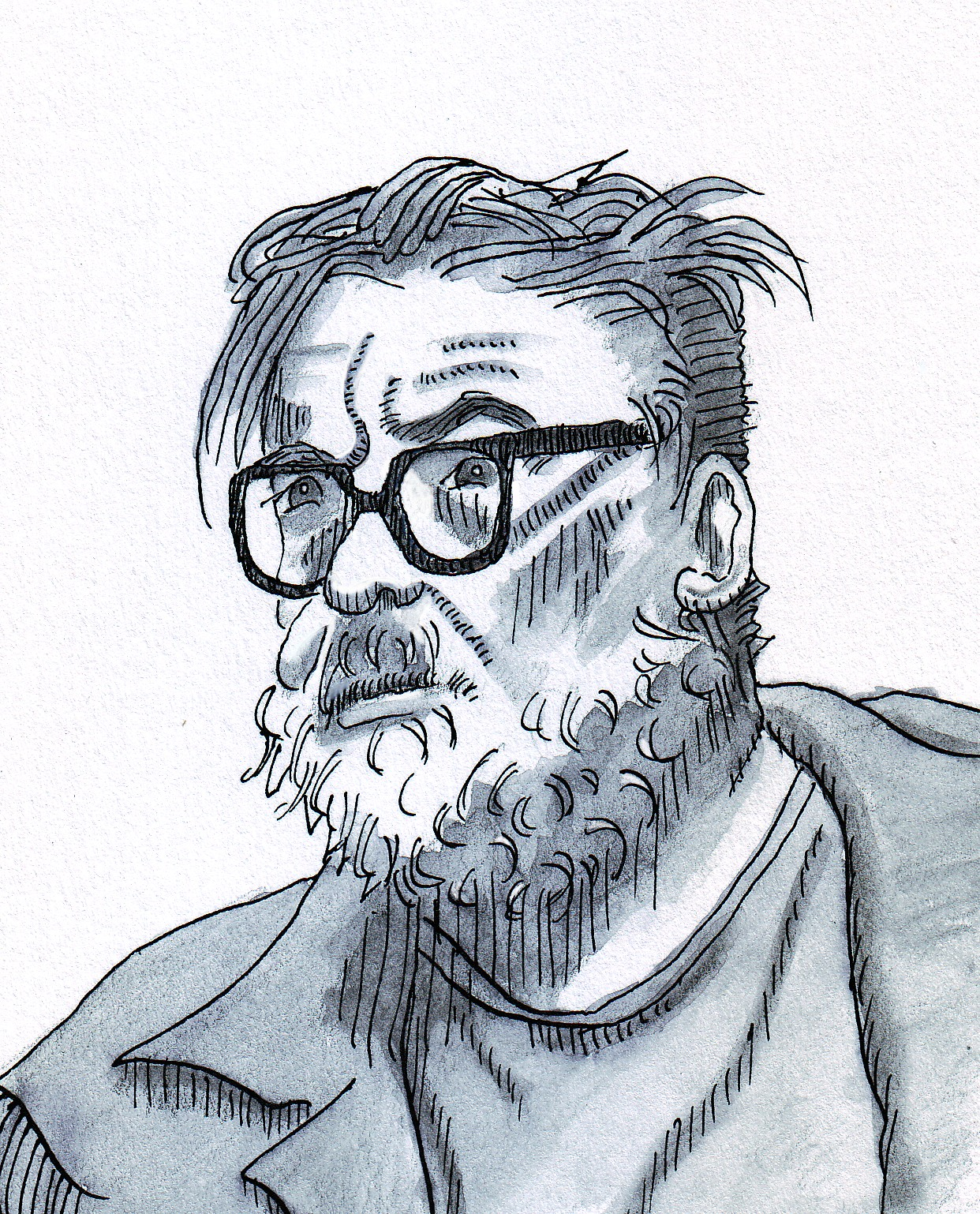
William Packard

William Moody Packard (New York, 2 settembre 1933 – New York, 3 novembre 2002) è stato uno scrittore, docente e poeta statunitense.

## Biografia
Nacque il 2 settembre 1933 a New York dove si laureò in filosofia alla Stanford University e dove studiò sotto la guida del poeta e critico Yvor Winters. 
Negli anni '50 e '60 Packard fu una presenza nei circoli letterari della San Francisco Bay Area, circoli che includevano Allen Ginsberg, Kenneth Patchen e Kenneth Rexroth ma fu più attivo a New York City, dove visse e scrisse per più di metà della sua vita e dove fu vicepresidente della Poetry Society of America, oltre che membro del consiglio direttivo della Pirandello Society e co-direttore, per sette anni, della Hofstra Writers Conference. Nel 1957 ricevette una Frost Fellowship e nel 1980 fu premiato durante un ricevimento alla Casa Bianca dedicato agli illustri poeti americani.
A partire dal 1965 insegnò poesia e letteratura alla NYU, Wagner, The New School, Cooper Union, The Bank Street Theatre e presso l'Università di Hofstra, oltre che recitazione, drammaturgia e poesia nel teatro all'HB Studio di Manhattan. Fu anche editore del New York Quarterly (NYQ) per 33 anni dove pubblicò numerosi testi, poesie e interviste di autori americani compresi quelli del suo amico Charles Bukowski. 
Packard appare nel film Bukowski, Born into This nella parte di se stesso.
Il New York Quarterly sospese temporaneamente la pubblicazione quando Packard ebbe un ictus, ma tornò in stampa poco prima della sua morte.

## Opere
- New York Quarterly, fondatore ed editore (1969 — 2002)
- To Peel an Apple (1963)
- Genius is Desire
- First Selected Poems
- Ty Cobb: Poem (1976)
- What Hands are These (1977)
- Do Not Go Gentle: Poems On Death (1981)
- Whales and Tombs
- Voices/I Hear/Voices (1972)
- Peaceable Kingdom: Poems (1975)
- Collected Poems (2001)
- Saturday Night at San Marcos (1985)
- Phèdre (translation) (1966)
- The Killer Thing (1979)
- Psychopathology of Everyday Life (1998)
- Threesome
- Behind the Eyes
- Evangelism in America: From Tents to TV (1999)
- The American Experience & Other Essays (1979)
- The Art of the Playwright (1987)
- The Art of Screenwriting (2001)
- The Poet's Dictionary: A Handbook of Prosody and Poetic Devices (1994)
- The Art of Poetry Writing (1992)
- The Poet’s Craft: Interviews from the New York Quarterly (2000)
- Dictionary of the Theater (1988)
- Desire: Erotic Poetry Through the Ages (1980)
- Four Plays: Sandra and the Janitor, The Funeral, The Marriage, & War Play (1975)
- The Light of Life
- The White Snake (translation) (1973)
- Ikkaku Sennin (translation)
- From Now On
- In the First Place
- My Name is Bobby (1975)
- On the Other Hand
- Once and For All